# Valdemar Parsberg
Valdemar Nicolas Parsberg (1552-1607) var en dansk adelsmand og lensmand. Han var søn af rigsråd Verner Tønnesen Parsberg til Harrested og Anne Manderupsdatter Holck. Blandt Valdemar Parsbergs talrige søskende var også stormanden Manderup Parsberg. Slægtskabet med denne har nok været afgørende for, at Valdemar Parsberg uden nogen erfaring 1594 bliver lensmand på det vigtige Riberhus Slot. Han havde dog tjent ved hoffet som hofjunker 1582-84. Han var blandt Frederik 2.'s ledsagere til hertug Hans' bryllup i Sønderborg 1588. I Ribe fik han af Formynderregeringen det ret ubehagelige hverv at
afkræve Anders Sørensen Vedel hans historiske samlinger. Lenet i Ribe blev 1597 udskiftet med Skanderborg (med Aakær), et len han beholdt til 1604.
Han var i besiddelse af herregården Stadsgaard (nu Constantinsborg ved Århus). Ved et mageskifte med kronen 1583 fik han i stedet en del spredt gods, hvoraf han oprettede hovedgården Jernit (nu Frijsenborg). 18. oktober 1584 ægtede han Ide Lykke.